# 구스타프 함마르스텐

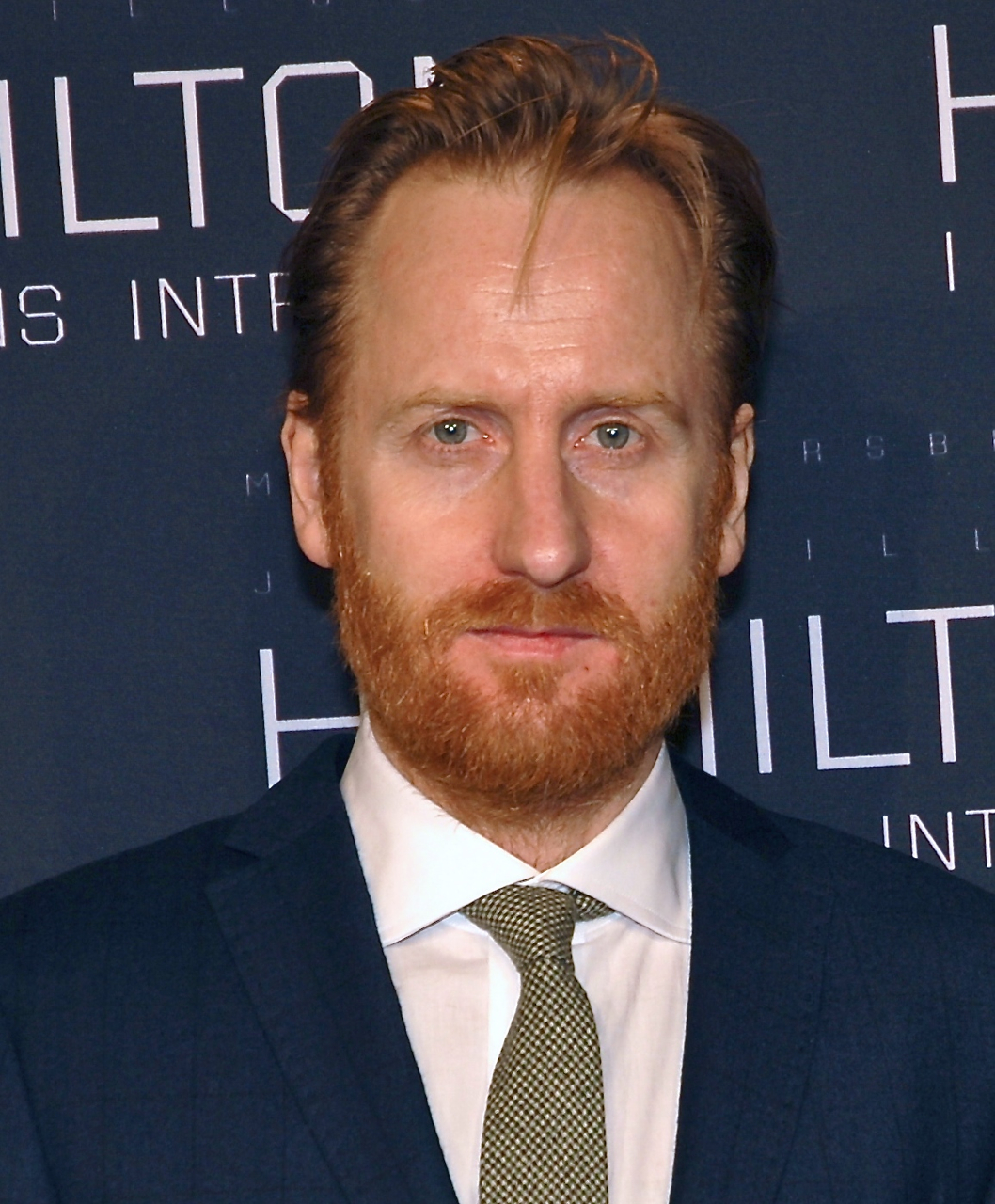

구스타프 함마르스텐(스웨덴어: Gustaf Hammarsten, 1967년 9월 2일 ~ )은 스웨덴의 배우이다.
스톡홀름에서 태어났다.

## 영화
- 올드 (2021년)
- 스톡홀름 (2018년)
- 쿠르스크 (2018년) - 미하일 데니소프 역
- 해밀턴 (2012년) - 마르틴 역
- 밀레니엄 : 여자를 증오한 남자들 (2011년) - 영 해럴드 역
- 브루노 (2009년)
- 투 러브 썸원 (2007년)
- 일루시브 트랙스 (2003년) - 군나르 역
- 동거 (2000년)
- 고모론 (1992년) - 게스트 역